# Hôtel de ville de Sombor
L'hôtel de ville de Sombor (en serbe cyrillique : Градска кућа у Сомбору ; en serbe latin : Gradska kuća u Somboru) est situé à Sombor, dans la province de Voïvodine et dans le district de Bačka occidentale, en Serbie. Il est inscrit sur la liste des monuments culturels de grande importance de la république de Serbie (identifiant no SK 1257).

## Présentation

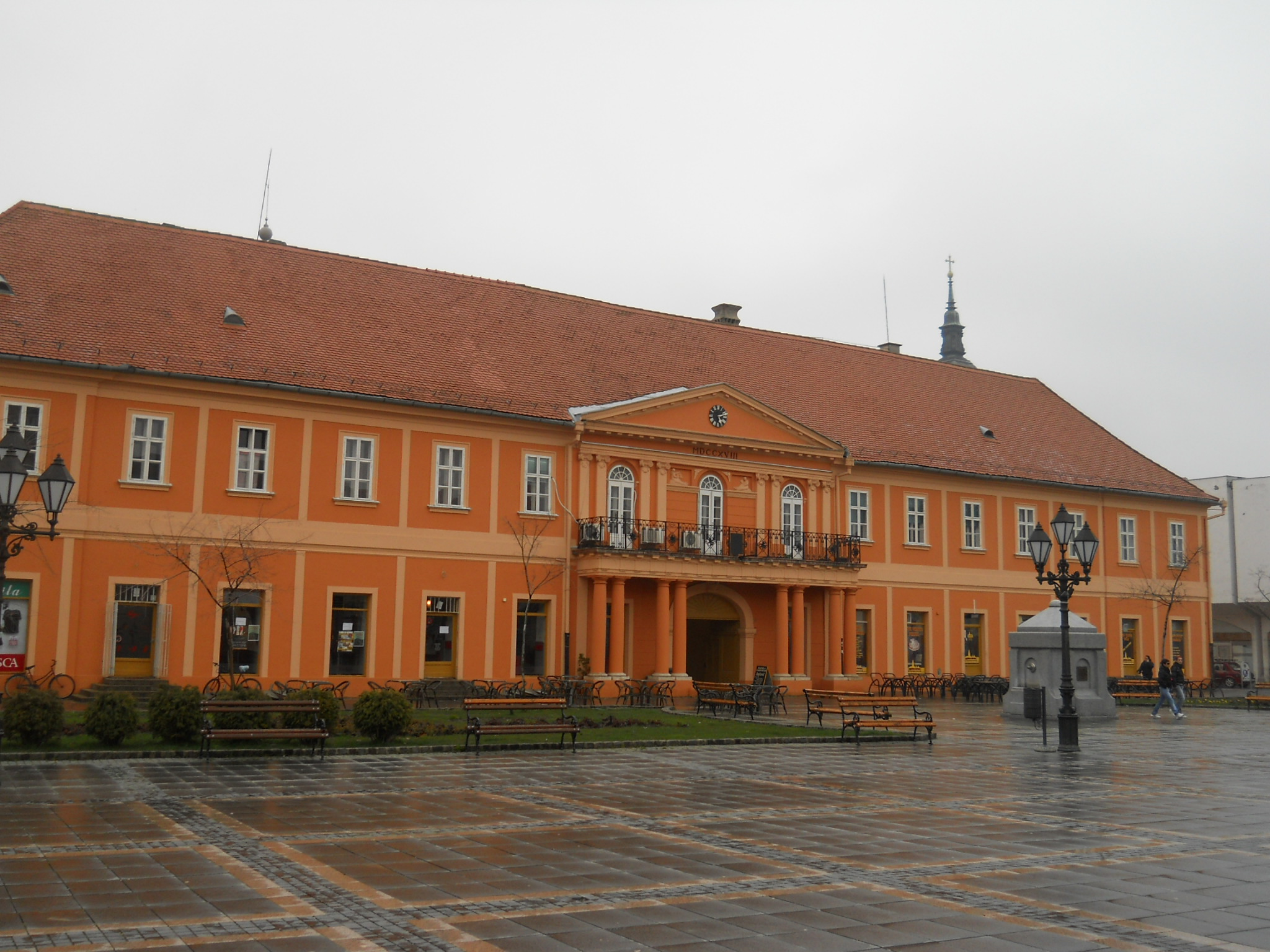
Autre vue de l'hôtel de ville

L'hôtel de ville a été construit en 1749 à l'emplacement du palais du premier « capitaine » de Sombor, le comte Jovan Branković, bâti en 1718. Son apparence actuelle lui a été donnée en 1840 et une nouvelle aile et une tour lui ont été ajoutées en 1842 sur un projet de l'architecte Franz Gfeller.
Le bâtiment, de forme carrée, est construit autour d'une cour et est caractéristique du style néo-classique ; il est constitué d'un rez-de-chaussée et d'un étage. La façade la plus travaillée est celle du Trg Sveta Trojstva (« place de la Sainte Trinité ») ; elle est dotée d'une avancée centrale avec des colonnes portant un fronton triangulaire ; la composition est parachevée par un clocher-tour carré et par un balcon reposant sur des consoles ; la tour a été érigée en 1892 selon un projet de l'ingénieur Milan Grgurov.

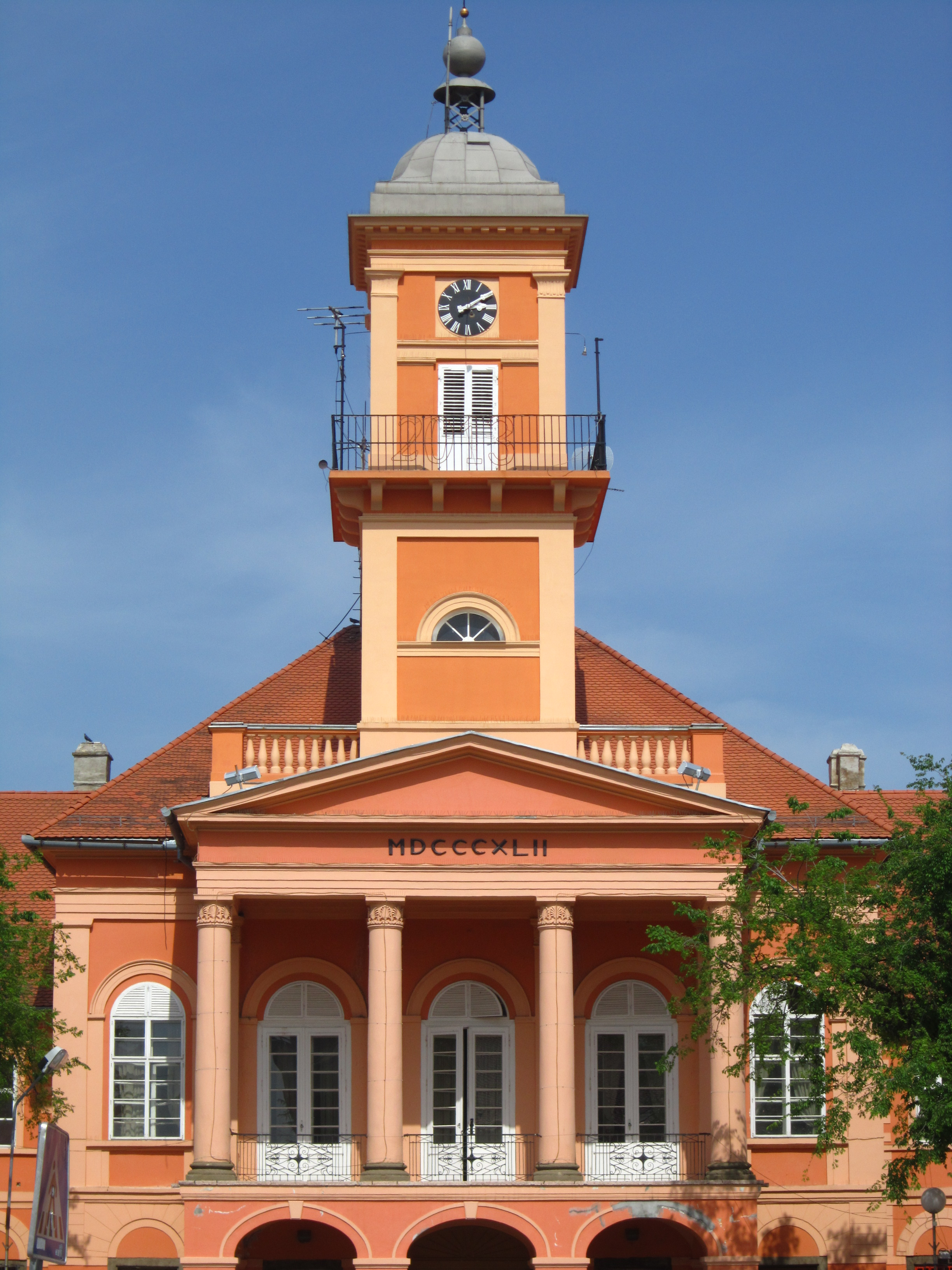
Détail de la tour-clocher

L'hôtel de ville est un des bâtiments les plus représentatifs de Sombor : situé au centre du quartier de Venac, le quartier historique de la ville, il détermine la physionomie architecturale de cette partie de la ville.
Des travaux de restauration ont été réalisés sur l'édifice en 1968 et 1991.